# Caitlyn Bobb
Caitlyn Bobb (* 23. April 2003) ist eine bermudische Leichtathletin, die sich auf den Sprint spezialisiert hat. Sie ist Inhaberin des Landesrekords im 400-Meter-Lauf.

## Sportliche Laufbahn
Erste Erfahrungen bei internationalen Meisterschaften sammelte Caitlyn Bobb bei den CARIFTA-Games in George Town, bei denen sie in 24,41 s den vierten Platz im 200-Meter-Lauf belegte und in 53,69 s die Goldmedaille über 400 Meter in der U17-Altersklasse gewann. Anschließend siegte sie in 53,92 s im 400-Meter-Lauf bei den U18-NACAC-Meisterschaften in Santiago de Querétaro und sicherte sich in 24,53 s die Bronzemedaille über 200 Meter. 2021 startete sie über 400 Meter bei den U20-Weltmeisterschaften in Nairobi und wurde dort in der ersten Runde disqualifiziert. Im Jahr darauf gewann sie dann bei den CARIFTA Games in Kingston in 53,12 s die Bronzemedaille über 400 Meter und belegte in 24,74 s den fünften Platz über 200 Meter. Zudem gewann sie in 3:48,69 min die Bronzemedaille mit der bermudischen 4-mal-400-Meter-Staffel und gelangte mit der 4-mal-100-Meter-Staffel mit 46,13 s auf Rang vier. Im August schied sie bei den Commonwealth Games in Birmingham mit 53,97 s in der ersten Runde über 400 Meter aus. 2023 verpasste sie dann bei den Zentralamerika- und Karibikspielen in San Salvador mit 55,73 s den Finaleinzug, ehe sie bei den U23-NACAC-Meisterschaften in San José in 56,00 s den sechsten Platz belegte.

## Persönliche Bestzeiten
- 200 Meter: 23,44 s (+1,0 m/s), 8. Mai 2022 in Burlington
  - 200 Meter (Halle): 24,04 s, 26. Februar 2022 in Boston (bermudischer Rekord)
- 400 Meter: 51,84 s, 9. Juni 2022 in Eugene (bermudischer Rekord)
  - 400 Meter (Halle): 53,50 s, 26. Februar 2022 in Boston (bermudischer Rekord)